# 3987 Вуєк
3987 Вуєк (3987 Wujek) — астероїд головного поясу, відкритий 5 березня 1986 року.
Тіссеранів параметр щодо Юпітера — 3,338.